# قره‌آغاج (ترکیه)
قره‌آغاج (به ترکی استانبولی: Karaağaç) شهری است در کشور ترکیه که در استان ادرنه واقع شده‌است. جمعیت این شهر بر اساس سرشماری سال ۲۰۰۸ میلادی ۹٬۵۲۵ نفر و بر اساس برآوردهای سال ۲۰۰۹ میلادی ۱۰٬۵۸۸ نفر می‌باشد.این شهر را یونان بعد از شکست از ترکیه در دوران پس از جنگ جهانی اول به عنوان غرامت جنگی به ترکیه واگذار کرد.